# Silver Comet
Silver Comet in Niagara Amusement Park & Splash World (Grand Island, New York, Vereinigte Staaten) ist eine Holzachterbahn des Herstellers Custom Coasters International, die am 1. Mai 1999 im damaligen Fantasy Island eröffnet wurde.
Beim Bau kam die so genannte Hybrid-Technik zum Einsatz. Das bedeutet, dass zwar die Strecke selbst aus Holz ist, die Stützen jedoch aus Stahl gebaut wurden. Die Bahn wurde nach dem Vorbild der Comet im 1989 geschlossenen Crystal Beach konstruiert. Sie kann von der Interstate 190 aus gesehen werden, die neben dem Park verläuft. 

## Züge
Silver Comet besitzt einen Zug des Herstellers Philadelphia Toboggan Coasters mit sechs Wagen. In jedem Wagen können vier Personen (zwei Reihen à zwei Personen) Platz nehmen. Die Fahrgäste müssen mindestens 1,22 m groß sein, um mitfahren zu dürfen.